# João Jacintho Tavares de Medeiros
João Jacintho Tavares de Medeiros (* 23. März 1844 auf São Miguel, Azoren; † 12. Juni 1903 in Lissabon) war ein portugiesischer Jurist.

## Leben
João Jacintho Tavares de Medeiros studierte in Coimbra von 1871 bis 1876, war hier als Verwaltungsbeamter tätig, wurde dann Advokat in Lissabon, später auch Mitglied der beim Justizministerium bestehenden höchsten Behörde für die Behandlung der Strafgefangenen und Mitglied der königlichen Akademie in Lissabon.
Er verfasste außer zahlreichen Aufsätzen auf dem Gebiete der allgemeinen Rechtswissenschaft, Sozialpolitik und Rechtsvergleichung und mehreren zivil- und handelsrechtlichen Monographien ein Werk unter dem Titel Anthropologie und Recht, das zuerst von Manuel Torres Campos in spanischer Übersetzung mit Zusätzen herausgegeben wurde (Antropologia y derecho, Madrid 1893). Ferner verfasste er eine Darstellung des portugiesischen Staatsrechts in Heinrich Marquardsens Handbuch des öffentlichen Rechts der Gegenwart (Freiburg 1892) und eine Darstellung des portugiesischen Strafrechts im ersten Band der von der Internationalen kriminalistischen Vereinigung herausgegebenen Strafgesetzgebung der Gegenwart in rechtsvergleichender Darstellung (Berlin 1894). Das portugiesische Handelsgesetzbuch von 1888 ist unter seiner Mitarbeit zustande gekommen.